# 小行星31110
小行星31110（31110 Clapas）是一颗绕太阳运转的小行星，为主小行星带小行星。该小行星于1997年8月13日发现。

## 轨道参数
小行星31110的轨道半长轴为2.2719697 UA，离心率为0.165。